# 2013–2014-es holland labdarúgókupa
Ez a holland labdarúgókupa 96. szezonja volt. Ezt a sorozatot is a Holland labdarúgó-szövetség rendezte meg.
Összesen 7 fordulóból állt az idei kupasorozat is. Idén is minden fordulóban a csapatok egymás ellen csupán egy mérkőzést játszottak le. Az első fordulóban az első és másodosztályú csapatok nem vettek részt. Ezen csapatok csupán a második fordulóban csatlakoztak a többiekhez. Az első fordulót augusztus 28-án rendezték meg, a döntőt pedig április 20-án játszották le a rotterdami De Kuip stadionban. A legtovább eljutó nem elsőosztályú csapat a harmadik ligás JVC Cuijk volt idén, akik a negyeddöntőben estek ki.
A címvédő AZ Alkmaar nem jutott be idén a döntőbe mivel már az elődöntőben vereséget szenvedtek az AFC Ajax csapatától. Így 7 év után idén sem lett címvédés a kupában. A döntőben az AFC Ajax és a meglepetésre bejutó PEC Zwolle küzdött meg egymás ellen. A döntő még nagyobb meglepetést hozott, mivel a sokkal esélytelenebb PEC Zwolle kiütéses vereséget mért a bajnoki címvédő Ajax csapatára és így történetük során 1. kupagyőzelmüket szerezték meg. A gólkirályi címet - ahogy tavaly, úgy idén is - az AZ Alkmaar egyik támadója szerezte meg, mégpedig az izlandi Aron Jóhannsson az általa lőtt 6 góllal.

## Fordulók dátumai
| Fordulók         | Dátumok                          |
| ---------------- | -------------------------------- |
| Első forduló     | 2013. augusztus 28.              |
| Második forduló  | 2013. szeptember 24., 25. és 26. |
| Harmadik forduló | 2013. október 29., 30. és 31.    |
| Nyolcaddöntő     | 2013. december 17., 18. és 19.   |
| Negyeddöntő      | 2014. január 21. és 22.          |
| Elődöntő         | 2014. március 26. és 27.         |
| Döntő            | 2014. április 20.                |

## Részt vevő csapatok
| Bajnokságok        | Csapatok        | Csapatok        | Csapatok            | Csapatok         |
| ------------------ | --------------- | --------------- | ------------------- | ---------------- |
| Eredivisie (1)     | ADO Den Haag    | Go Ahead Eagles | NEC Nijmegen        | Roda Kerkrade    |
| Eredivisie (1)     | AFC Ajax        | FC Groningen    | PEC Zwolle          | FC Twente        |
| Eredivisie (1)     | AZ Alkmaar      | SC Heerenveen   | PSV Eindhoven       | FC Utrecht       |
| Eredivisie (1)     | SC Cambuur      | Heracles Almelo | RKC Waalwijk        | Vitesse Arnhem   |
| Eredivisie (1)     | Feyenoord       | NAC Breda       |                     |                  |
| Eerste divisie (2) | Achilles '29    | FC Emmen        | Helmond Sport       | Telstar          |
| Eerste divisie (2) | Almere City FC  | Excelsior       | MVV Maastricht      | VVV-Venlo        |
| Eerste divisie (2) | FC Den Bosch    | Fortuna Sittard | FC Oss              | FC Volendam      |
| Eerste divisie (2) | FC Dordrecht    | De Graafschap   | Sparta Rotterdam    | Willem II        |
| Eerste divisie (2) | FC Eindhoven    |                 |                     |                  |
| Topklasse (3)      | HHC Hardenberg  | EVV             | HSC'21              | vv Noordwijk     |
| Topklasse (3)      | ADO '20         | Excelsior '31   | IJsselmeervogels    | Rijnsburgse Boys |
| Topklasse (3)      | AFC             | Be Quick 1887   | FC Lisse            | SVV Scheveningen |
| Topklasse (3)      | BVV Barendrecht | GVVV            | JVC Cuijk           | WKE              |
| Topklasse (3)      | vv Capelle      | Ter Leede       | vv Katwijk          | FC Lienden       |
| Topklasse (3)      | FC Chabab       | HBS             | Kozakken Boys       | De Treffers      |
| Topklasse (3)      | VVSB            |                 |                     |                  |
| Hoofdklasse (4)    | SC Genemuiden   | ASWH            | EHC/Heuts           | VV De Zouaven    |
| Hoofdklasse (4)    | HVV Hollandia   | Harkemase Boys  | VV Smitshoek        | SV Deurne        |
| Hoofdklasse (4)    | DVS '33         | HSV Hoek        | RVVH                | VV Sneek         |
| Hoofdklasse (4)    | OJC Rosmalen    | Rohda Raalte    |                     |                  |
| Eerste Klasse (5)  | Vv SHO          | SVL             | JOS Watergraafsmeer |                  |
| Tweede Klasse (6)  | Wilhelmina '08  | SV DFS          | OWIOS               | TEC VV           |
| Vierde Klasse (8)  | RKSV Volkel     |                 |                     |                  |

| Szín | Eredmény         |
| ---- | ---------------- |
|      | Győztes          |
|      | Ezüstérmes       |
|      | Elődöntő         |
|      | Negyeddöntő      |
|      | Nyolcaddöntő     |
|      | Harmadik forduló |
|      | Második forduló  |
|      | Első forduló     |

## Első forduló
Ebben a fordulóban 36 amatőr csapat küzdött meg egymás ellen, hogy bekerüljenek a következő fordulóba. Ezeket a mérkőzéseket augusztus 28-án rendezték meg.
| 1. csapat            | Eredmény              | 2. csapat               |
| -------------------- | --------------------- | ----------------------- |
| VV De Zouaven (4)    | 2 − 0                 | Ter Leede (3)           |
| SV DFS (6)           | 2 − 7                 | VV Sneek Wit Zwart (4)  |
| SVV Scheveningen (3) | 2 − 1                 | VVSB (3)                |
| RVVH (4)             | 2 − 1                 | JOS Watergraafsmeer (5) |
| vv Capelle (3)       | 4 − 1                 | FC Chabab (3)           |
| OWIOS (6)            | 1 − 5                 | EVV (3)                 |
| vv Noordwijk (3)     | 1 − 0                 | WKE (3)                 |
| FC Lisse (3)         | 2 − 2 (h.u.) (2−4 b.) | TEC VV (6)              |
| OJC Rosmalen (4)     | 1 − 3 (h.u.)          | HSV Hoek (4)            |
| SVL (5)              | 2 − 3 (h.u.)          | EHC/Heuts (4)           |
| Vv SHO (5)           | 1 − 2                 | AFC (3)                 |
| Harkemase Boys (4)   | 4 − 1                 | Rohda Raalte (4)        |
| RKSV Volkel (8)      | 0 − 3                 | Rijnsburgse Boys (3)    |
| HHC Hardenberg (3)   | 1 − 2                 | JVC Cuijk (3)           |
| DVS '33 (4)          | 4 − 1                 | HVV Hollandia (4)       |
| IJsselmeervogels (3) | 3 − 0                 | FC Lienden (3)          |
| SC Genemuiden (4)    | 0 − 1 (h.u.)          | SV Deurne (4)           |
| Kozakken Boys (3)    | 2 − 1                 | Be Quick 1887 (3)       |

## Második forduló
Az első fordulóból továbbjutott 18 amatőr csapathoz ebben a fordulóban csatlakozott 11 újabb amatőr csapat, 17 Eerste Divisiebeli klub, és 18 Eredivisiebeli klub.
Ezt a fordulót szeptember 24. és 26. között rendezték meg.
| 1. csapat            | Eredmény     | 2. csapat              |
| -------------------- | ------------ | ---------------------- |
| vv Capelle (3)       | 1 − 0 (h.u.) | Almere City FC (2)     |
| Harkemase Boys (4)   | 0 − 8        | NEC Nijmegen (1)       |
| TEC VV (6)           | 1 − 3        | MVV Maastricht (2)     |
| vv Katwijk (3)       | 1 − 6        | SC Cambuur (1)         |
| EHC/Heuts (4)        | 1 − 4        | FC Eindhoven (2)       |
| Achilles '29 (2)     | 5 − 1        | HSC'21 (3)             |
| SV Deurne (4)        | 0 − 2        | FC Emmen (2)           |
| DVS '33 (4)          | 0 − 3        | Go Ahead Eagles (1)    |
| De Graafschap (2)    | 1 − 3        | Excelsior (2)          |
| GVVV (3)             | 0 − 3        | ADO Den Haag (1)       |
| FC Oss (2)           | 1 − 2        | VVV-Venlo (2)          |
| Kozakken Boys (3)    | 3 − 0        | SVV Scheveningen (3)   |
| BVV Barendrecht (3)  | 0 − 2        | JVC Cuijk (3)          |
| IJsselmeervogels (3) | 3 − 2 (h.u.) | Helmond Sport (2)      |
| Excelsior '31 (3)    | 2 − 1 (h.u.) | Willem II (2)          |
| RKC Waalwijk (1)     | 0 − 1 (h.u.) | Heracles Almelo (1)    |
| AFC (3)              | 0 − 2        | FC Groningen (1)       |
| RVVH (4)             | 1 − 3        | Vitesse Arnhem (1)     |
| VV Smitshoek (4)     | 1 − 2        | NAC Breda (1)          |
| Rijnsburgse Boys (3) | 1 − 2        | Roda JC Kerkrade (1)   |
| PSV (1)              | 4 − 1        | Telstar (2)            |
| FC Utrecht (1)       | 4 − 1        | FC Den Bosch (2)       |
| PEC Zwolle (1)       | 2 − 0        | Fortuna Sittard (2)    |
| ASWH (4)             | 1 − 0        | ADO '20 (3)            |
| VV De Zouaven (4)    | 0 − 2        | vv Noordwijk (3)       |
| HSV Hoek (4)         | 3 − 0        | HBS (3)                |
| AZ Alkmaar (1)       | 4 − 1 (h.u.) | Sparta Rotterdam (2)   |
| AFC Ajax (1)         | 4 − 2 (h.u.) | FC Volendam (2)        |
| SC Heerenveen (1)    | 3 − 0        | FC Twente (1)          |
| Wilhelmina '08 (6)   | 3 − 1        | VV Sneek Wit Zwart (4) |
| De Treffers (3)      | 0 − 1        | EVV (3)                |
| Feyenoord (1)        | 3 − 0        | FC Dordrecht (2)       |

## Harmadik forduló
Ebben a fordulóban a 16 még versenyben levő első osztályú klub közül 12 jutott tovább. A legalacsonyabban rangsorolt klub pedig a 6.ligás Wilhelmina'08 volt, ők pedig kiestek.
A forduló mérkőzéseit október 29-én, 30-án és 31-én rendezték.
| 1. csapat          | Eredmény              | 2. csapat            |
| ------------------ | --------------------- | -------------------- |
| AFC Ajax (1)       | 4 − 1                 | ASWH (4)             |
| MVV Maastricht (2) | 2 − 1                 | ADO Den Haag (1)     |
| FC Eindhoven (2)   | 0 − 1                 | NEC Nijmegen (1)     |
| FC Emmen (2)       | 2 − 3                 | IJsselmeervogels (3) |
| JVC Cuijk (3)      | 3 − 0                 | EVV (3)              |
| Kozakken Boys (3)  | 1 − 2 (h.u.)          | FC Utrecht (1)       |
| SC Cambuur (1)     | 2 − 2 (h.u.) (5−4 b.) | NAC Breda (1)        |
| PSV Eindhoven (1)  | 1 − 3                 | Roda Kerkrade (1)    |
| AZ Alkmaar (1)     | 7 − 0                 | Achilles'29 (2)      |
| Vitesse Arnhem (1) | 5 − 0                 | Noordwijk (3)        |
| PEC Zwolle (1)     | 4 − 0                 | Wilhelmina'08 (6)    |
| Excelsior'31 (3)   | 2 − 5                 | Heracles Almelo (1)  |
| FC Groningen (1)   | 2 − 0                 | VV Capelle (3)       |
| Feyenoord (1)      | 3 − 0                 | HSV Hoek (4)         |
| SC Heerenveen (1)  | 1 − 0                 | VVV-Venlo (2)        |
| SBV Excelsior (2)  | 1 − 0                 | Go Ahead Eagles (1)  |

## Nyolcaddöntő
A forduló végeztével már csak 7 első osztályú klub maradt versenyben. Rajtuk kívül még meglepetésként egy harmadik ligás csapat - a JCV Cuijk -  is továbbjutott.
A forduló mérkőzéseit december 17-én, 18-án és 19-én rendezték.
| 1. csapat            | Eredmény              | 2. csapat          |
| -------------------- | --------------------- | ------------------ |
| SBV Excelsior (2)    | 1 − 4                 | PEC Zwolle (1)     |
| SC Cambuur (1)       | 0 − 2                 | FC Utrecht (1)     |
| AZ Alkmaar (1)       | 2 − 2 (h.u.) (6−5 b.) | SC Heerenveen (1)  |
| Roda Kerkrade (1)    | 3 − 1                 | Vitesse Arnhem (1) |
| JVC Cuijk (3)        | 2 − 1                 | MVV Maastricht (2) |
| Heracles Almelo (1)  | 1 − 1 (h.u.) (5−6 b.) | Feyenoord (1)      |
| FC Groningen (1)     | 0 − 1                 | NEC Nijmegen (1)   |
| IJsselmeervogels (3) | 0 − 3                 | AFC Ajax (1)       |

## Negyeddöntő
Ezen fordulóban szereplő csapatok közül 1 kivételével már mindegyik első osztályú volt. Csupán a harmadosztályú JCV Cuijk volt az egyetlen alacsonyabb osztályú csapat. A forduló végeztével viszont már nem történt meglepetés, mivel az elődöntőbe már csak Eredivisie-beli csapatok kerültek be.
| 2014. január 21. 20:45 |

| Roda Kerkrade (1)    | 0–2   | AZ Alkmaar (1)                              |
| -------------------- | ----- | ------------------------------------------- |
| Németh Krisztián 57′ | (0–1) | Bart Biemans 32' (öngól) Aron Jóhansson 59' |

| Parkstad Limburg Stadion, Kerkrade Nézőszám: 8.395 |

| 2014. január 22. 18:45 |

| PEC Zwolle (1)                                                                                                 | 5–1   | JVC Cuijk (3)      |
| --- | ----- | ------------------ |
| Bart van Hintum 3' Maikel van der Werff 16' Joris van Gerwen 19' (öngól) Denis Mahmudov 60' Denis Mahmudov 78' | (3–0) | Kevin van Veen 70' |

| IJsseldelta Stadion, Zwolle Nézőszám: 6.575 |

| 2014. január 22. 19:45 |

| NEC Nijmegen (1)   | 1–0   | FC Utrecht (1) |
| ------------------ | ----- | -------------- |
| Marnick Vermijl 8' | (1–0) |                |

| Goffert Stadion, Nijmegen Nézőszám: 6.000 |

| 2014. január 22. 20:45 |

| AFC Ajax (1)                                          | 3–1   | Feyenoord (1)        |
| ----------------------------------------------------- | ----- | -------------------- |
| Viktor Fischer 34' Bojan Krkic 68' Thulani Serero 92' | (1–1) | Jean-Paul Boëtius 7' |

| Amsterdam ArenA, Amszterdam Nézőszám: 50.340 |

## Elődöntő
Az idei elődöntőben már mindegyik csapat elsőosztályú volt. A második elődöntő mérkőzés egy igazi rangadó volt, a bajnoki címvédő AFC Ajax és a kupában címvédő AZ Alkmaar között. A rangadót az AFC Ajax nyerte így ebben a szezonban elmaradt a címvédés.
| 2014. március 26. 20:45 |

| PEC Zwolle (1)                            | 2–1   | NEC Nijmegen (1) |
| ----------------------------------------- | ----- | ---------------- |
| Jesper Drost 29' Maikel van der Werff 81' | (1–1) | Kevin Conboy 39' |

| IJsseldelta Stadion, Zwolle Nézőszám: 10.800 |

| 2014. március 27. 20:45 |

| AZ Alkmaar (1)     | 0–1   | AFC Ajax (1)                      |
| ------------------ | ----- | --------------------------------- |
| Aron Jóhansson 47′ | (0–0) | Joel Veltman 33′ Lasse Schøne 48' |

| AFAS Stadion, Alkmaar Nézőszám: 16.321 |

## Döntő
Az idei döntőben a bajnoki címvédő AFC Ajax és a szintén elsőosztályú PEC Zwolle mérkőzött meg egymás ellen. A végeredmény nagyon nagy meglepetést hozott, mivel a jóval esélytelenebb PEC Zwolle kiütötte az Ajax-ot. A döntőt pár alkalommal az elején meg kellett szakítani mivel füstbombákat dobáltak be a lelátóról. A döntőt a szokott helyszínen, a rotterdami De Kuip stadionban játszották le.
| 2014. április 20. 18:00 |

| PEC Zwolle (1)                                                                            | 5–1               | AFC Ajax (1)         |
| ----------------------------------------------------------------------------------------- | ----------------- | -------------------- |
| Ryan Thomas 7' Ryan Thomas 11' Guyon Fernandez 20' Guyon Fernandez 33' Bram van Polen 50' | (4–1) Jegyzőkönyv | Ricardo van Rhijn 3' |

| De Kuip, Rotterdam Nézőszám: 42.500 Játékvezető: Bas Nijhuis |

| PEC Zwolle | Ajax |

| PEC Zwolle: |    |                      |     |
|             |    |                      |     |
| GK          | 1  | Diederik Boer        |     |
| RB          | 2  | Bram van Polen       | 24' |
| CB          | 4  | Maikel van der Werff |     |
| CB          | 14 | Joost Broerse        | 71' |
| LB          | 5  | Bart van Hintum      |     |
| CM          | 6  | Mustafa Saymak       | 64' |
| CM          | 22 | Kamohelo Mokotjo     |     |
| CM          | 11 | Jesper Drost         |     |
| RW          | 43 | Mateusz Klich        |     |
| CF          | 30 | Ryan Thomas          | 83' |
| LW          | 18 | Guyon Fernandez      |     |
| Cserék:     |    |                      |     |
| RW          | 7  | Furdjel Narsingh     | 64' |
| RB          | 38 | Giovanni Gravenbeek  | 83' |
| CB          | 3  | Darryl Lachman       | 71' |
| GK          | 16 | Kevin Begois         |     |
| LW          | 10 | Stef Nijland         |     |
| CM          | 8  | Thanasis Karagounis  |     |
| RW          | 9  | Fred Benson          |     |
| Edző:       |    |                      |     |
| Ron Jans    |    |                      |     |

| AFC Ajax:     |    |                      |     |
|               |    |                      |     |
| GK            | 1  | Kenneth Vermeer      |     |
| RB            | 2  | Ricardo van Rhijn    |     |
| CB            | 4  | Niklas Moisander     | 54' |
| CB            | 24 | Stefano Denswil      |     |
| LB            | 15 | Nicolai Boilesen     |     |
| CM            | 18 | Davy Klaassen        |     |
| CM            | 17 | Daley Blind          | 25' |
| CM            | 25 | Thulani Serero       |     |
| RW            | 20 | Lasse Schøne         | 54' |
| CF            | 11 | Bojan Krkic          | 80' |
| LW            | 9  | Kolbeinn Sigthórsson |     |
| Cserék:       |    |                      |     |
| CM            | 5  | Christian Poulsen    | 54' |
| RW            | 34 | Lesley de Sa         | 54' |
| LW            | 43 | Ricardo Kishna       | 80' |
| CB            | 6  | Mike van der Hoorn   |     |
| CM            | 8  | Lerin Duarte         |     |
| GK            | 22 | Jasper Cillessen     |     |
| RB            | 27 | Ruben Ligeon         |     |
| Edző:         |    |                      |     |
| Frank de Boer |    |                      |     |

| HOLLAND-KUPA 2013/14       |
| -------------------------- |
| PEC Zwolle 1. kupagyőzelem |

## Fordulónként részt vevő csapatok
| Bajnokságok        | Első forduló     | Második forduló | Harmadik forduló | Nyolcaddöntő | Negyeddöntő | Elődöntő   | Döntő      | Győztes    |
| ------------------ | ---------------- | --------------- | ---------------- | ------------ | ----------- | ---------- | ---------- | ---------- |
| Eredivisie (1)     | nem vettek részt | 18 (28%)        | 16 (50%)         | 12 (75%)     | 07 (87,5%)  | 04 (100%)  | 02 (100%)  | 01 (100%)  |
| Eerste divisie (2) | nem vettek részt | 17 (26,5%)      | 06 (18,75%)      | 02 (12,5%)   | 02 (12,5%)  | 02 (12,5%) | 02 (12,5%) | 02 (12,5%) |
| Topklasse (3)      | 17 (48%)         | 17 (26,5%)      | 07 (21,8%)       | 02 (12,5%)   | 01 (12,5%)  | 01 (12,5%) | 01 (12,5%) | 01 (12,5%) |
| Hoofdklasse (4)    | 12 (33%)         | 10 (16%)        | 02 (6,25%)       | 02 (6,25%)   | 02 (6,25%)  | 02 (6,25%) | 02 (6,25%) | 02 (6,25%) |
| Eerste klasse (5)  | 03 (08%)         | 03 (08%)        | 03 (08%)         | 03 (08%)     | 03 (08%)    | 03 (08%)   | 03 (08%)   | 03 (08%)   |
| Tweede Klasse (6)  | 03 (08%)         | 02 (03%)        | 01 (03,2%)       | 01 (03,2%)   | 01 (03,2%)  | 01 (03,2%) | 01 (03,2%) | 01 (03,2%) |
| Derde Klasse (8)   | 01 (03%)         | 01 (03%)        | 01 (03%)         | 01 (03%)     | 01 (03%)    | 01 (03%)   | 01 (03%)   | 01 (03%)   |
| CSAPATOK SZÁMA     | 36               | 64              | 32               | 16           | 8           | 4          | 2          | 1          |

## Góllövőlista
Íme az idei kupasorozat végleges góllövőlistája. Az idei gólkirály az AZ Alkmaar izlandi középcsatára, Aron Jóhannsson lett.
| POS.                      | JÁTÉKOS                   | CSAPAT                    | GÓLOK |
| ------------------------- | ------------------------- | ------------------------- | ----- |
| 1                         | Aron Jóhannsson           | AZ Alkmaar                | 6     |
| 2                         | Viktor Fischer            | AFC Ajax                  | 4     |
| 2                         | Kevin van Veen            | JVC Cuijk                 | 4     |
| 2                         | Guus Hupperts             | Roda Kerkrade             | 4     |
| 5                         | Lasse Schøne              | AFC Ajax                  | 3     |
| 5                         | Danny Hoesen              | AFC Ajax                  | 3     |
| 5                         | Jens Toornstra            | FC Utrecht                | 3     |
| 5                         | Ryan Thomas               | PEC Zwolle                | 3     |
| 5                         | Christoph Hemlein         | NEC Nijmegen              | 3     |
| 5                         | Fred Benson               | PEC Zwolle                | 3     |
| 5                         | Jürgen Locadia            | PSV Eindhoven             | 3     |
| 5                         | Tjeerd Andries Andringa   | Sneek Wit Zwart           | 3     |
| 5                         | Fathi Ben Ahmed           | JVC Cuijk                 | 3     |
| 5                         | Jeroen Evelein            | EVV                       | 3     |
| 5                         | Martin van Eeuwijk        | Rijnsburgse Boys          | 3     |
| 5                         | Thomas Verheijdt          | IJsselmeervogels          | 3     |
| 17                        | 33 játékos                | 33 játékos                | 2     |
| 50                        | 156 játékos               | 156 játékos               | 1     |
| Öngólok                   | Öngólok                   | Öngólok                   | 9     |
| Összes gól:               | Összes gól:               | Összes gól:               | 285   |
| Összes mérkőzés:          | Összes mérkőzés:          | Összes mérkőzés:          | 81    |
| Mérkőzésenkénti gólátlag: | Mérkőzésenkénti gólátlag: | Mérkőzésenkénti gólátlag: | 3,52  |